# Tomás Manuel de Noronha e Brito
Dom Frei Tomás Manuel de Noronha e Brito, O.P. (Lisboa, 2 de fevereiro de 1770 — Olinda, 9 de julho de 1847) foi um bispo português.
Foi ordenado padre em 15 de março de 1794. Em 17 de dezembro de 1819, foi apontado Bispo de Cochim, sendo consagrado em 4 de março de 1821. Em 23 de junho de 1828, é nomeado bispo de Olinda, cargo que exerceu até 6 de março de 1829, quando renunciou. Foi bispo-emérito de Olinda até 1847, quando veio a falecer.
Foi o principal co-consagrante do bispo Dom Carlos de São José e Souza, O.C.D., bispo de São Luís do Maranhão.